# Comment Debord
Comment Debord, généralement stylisé à comment debord, est un groupe de musique indépendante québécoise formé en 2016. Ceux-ci s'inspirent fortement des styles musicaux des années 1970, notamment le disco et le funk.

## Composition du groupe
Le groupe est composé de sept membres : Rémi Gauvin (chant, guitare et piano), Karolane Carbonneau (guitare électrique et chant), Olivier Cousineau (batterie et chant), Étienne Dextraze-Monast (basse et chant), Willis Pride (claviers et chant), Alex Guimond (chant) et Lisandre Bourdages (percussions et chant). Rémi Gauvin est présenté comme la voix principale et le parolier.

## Historique
Initialement appelé Phénix Leclerc, le groupe participe à différentes compétitions musicales, notamment les Francouvertes et le Cabaret Festif. En réflexion par rapport à leur nom de groupe, le meneur du groupe, Rémi Gauvin, aurait lancé tout bonnement « Ben là, on va s’appeler comment debord ? ». C'est ainsi que le groupe va acquérir son nom.
En 2020, comment debord publient leur premier album, éponyme, Comment Debord. Suivant la publication de l'album, ceux-ci sont nommés, dans le cadre du 43e Gala des prix Félix, pour le prix de Révélation de l'année et pour Groupe ou duo de l'année.
En 2023, le groupe publie une série de simples en prévision de la sortie de leur nouvel album: blood pareil, désert alimentaire, ainsi que tu penses-tu + veux veux pas.
Le 1er septembre 2023, comment debord publient leur deuxième album, monde autour. Celui-ci s'inspire d'une panoplie de styles musicaux rétro, notamment le country-folk et des inspirations appalachiennes du Old-time music. Les pièces ont été écrites pendant la pandémie et chacun des  membres a contribué à l'écriture des pièces. 

## Récompenses
- Gala de l'ADISQ 2024 : Nomination dans la catégorie Album de l'année - Pop pour l'album Monde autour[13]